# Mochila de emergencia

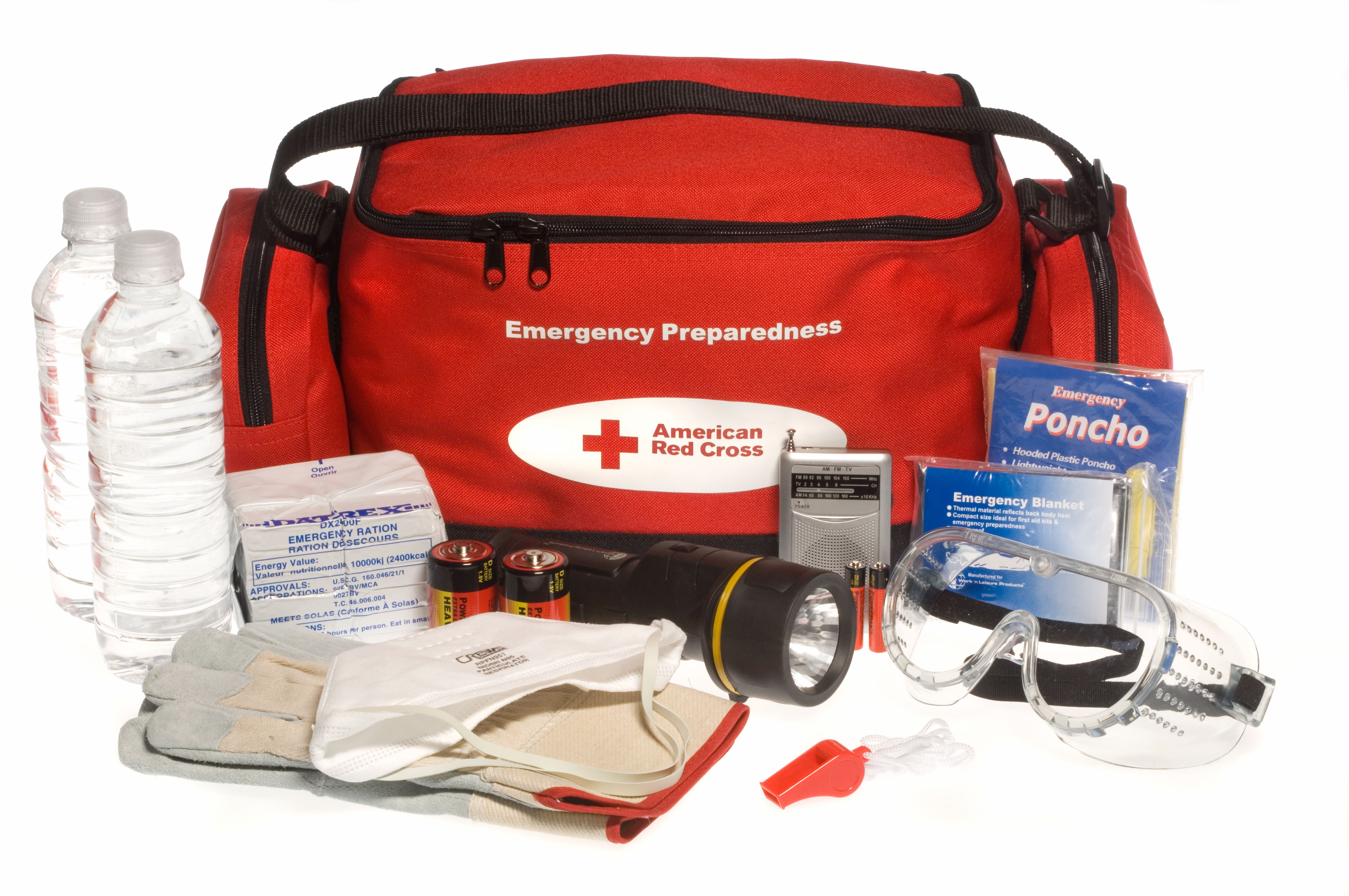
Una bolsa de emergencia que contiene los elementos básicos.

Una mochila de emergencia (bug-out bag, en inglés), también denominada mochila de 72 horas, es un recipiente portable que contiene una diversidad de elementos requeridos para la supervivencia durante un periodo de setenta y dos horas, al ser evacuadas las víctimas de un desastre. Sin embargo algunas mochilas se han diseñado para durar tiempos más prolongados. El diseño de su contenido se centra en la evacuación de emergencia en lugar de la supervivencia durante largos periodos. Esta es una de las grandes diferencias entre las bolsas de emergencia y de los kits de supervivencia. Las mochilas de emergencia son muy populares entre las subculturas del preparacionismo.

## Concepto
El primer propósito de una mochila de emergencia es facilitar la evacuación rápida de las víctimas de un desastre. Es por esta razón por la que su contenido debe estar diseñado de tal forma que tenga todos los materiales requeridos para ayudar a las víctimas en el lugar del desastre. Las recomendaciones de capacidad mencionan que debe contener todo aquello necesario para ofrecer servicio a una víctima durante un periodo de 72 horas. El contenido de la misma puede variar de acuerdo con la región, por ejemplo una persona evacuada de un huracán tiene unas necesidades diferentes de las de la víctima rescatada de un fuego.
Algunos preparacionistas recomiendan guardar este tipo de bolsas en un vehículo, o incluso en un cajón del lugar de trabajo. En esta mochila se suele incluir todo aquello que permite regresar a casa en caso de una emergencia en la que ningún transporte y vehículo pueda hacerlo. En estos casos puede incluir bolsas para almacenar agua, zapatos y vestidos para clima adverso, mapas, y comida

## Contenido habitual
El contenido suele depender de las necesidades de los servicios de evacuación. El contenido alimenticio suele llevar alimentos Meal, Ready-to-Eat (denominados MRM), o latas de alimentos. También algún producto para la cloración, desinfección del agua y lograr agua potable. Un pequeño botiquín con vendajes y medicinas en dosis muy pequeñas para ofrecer servicio durante 72 horas. Se pueden incluir elementos de supervivencia básica como pueden ser un silbato para reclamar ayuda, elementos luminosos de reclamo como barras luminosas o linternas. Una manta de emergencia (o una bolsa de basura en su aspecto más minimalista) y un cristal para la señalización de socorro (un heliógrafo). 